# Valentyna Cerbe-Nesina
Valentyna Adamivna Cerbe-Nesina (in ucraino Валентина Адамівна Цербе-Несіна?; Polissja, 8 gennaio 1969) è un'ex biatleta ucraina.
La medaglia di bronzo che vinse ai XVII Giochi olimpici invernali di Lillehammer 1994 fu la prima medaglia vinta dall'Ucraina ai Giochi olimpici.

## Biografia
In Coppa del Mondo ottenne il primo risultato di rilievo il 13 gennaio 1994 a Ruhpolding (40ª), il primo podio il 14 dicembre 1994 a Pokljuka/Bad Gastein (3ª) e l'unica vittoria il 9 marzo 1997 a Nagano.
In carriera prese parte a due edizioni dei Giochi olimpici invernali, Lillehammer 1994 (3ª nella sprint, 5ª nella staffetta) e Nagano 1998 (47ª nell'individuale, 5ª nella staffetta), e a quattro dei Campionati mondiali, vincendo due medaglie.

## Palmarès

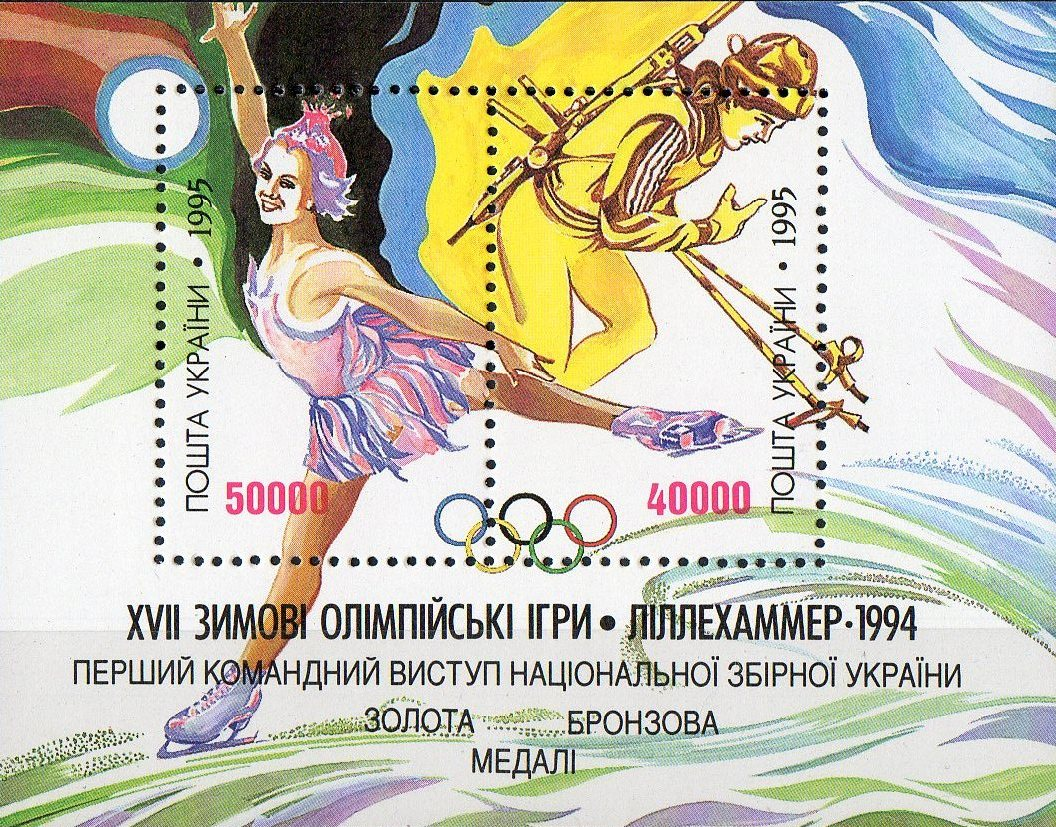
Francobollo ucraino raffigurante le due vincitrici di medaglie alle Olimpiadi di Lillehammer, la pattinatrice Oksana Bajul e Valentyna Cerbe-Nesina

### Olimpiadi
- 1 medaglia:
  - 1 bronzo (sprint[3] a Lillehammer 1994)

### Mondiali
- 2 medaglie:
  - 2 bronzi (staffetta[3] a Ruhpolding 1996; gara a squadre[3] a Osrblie 1997)

### Coppa del Mondo
- Miglior piazzamento in classifica generale: 34ª nel 1998
- 3 podi (1 individuale, 2 a squadre[2]), oltre a quelli conquistati in sede olimpica e iridata e validi anche ai fini della Coppa del Mondo:
  - 1 vittoria (a squadre)
  - 2 terzi posti (1 individuale, 1 a squadre)

#### Coppa del Mondo - vittorie
| Data         | Località | Nazione  | Specialità                                               |
| ------------ | -------- | -------- | -------------------------------------------------------- |
| 9 marzo 1997 | Nagano   | Giappone | RL (con Nina Lemeš, Olena Petrova e Tetjana Vodopjanova) |

Legenda:

RL = staffetta